# بوکسور (فیلم ۱۹۹۷)
بوکسور (انگلیسی: The Boxer) فیلمی است به کارگردانی جیم شریدان که در سال ۱۹۹۷ منتشر شد. از بازیگران آن می‌توان به دانیل دی-لوئیس، امیلی واتسون و برایان کاکس اشاره کرد.